# Мартос, Николай Николаевич
Никола́й Никола́евич Ма́ртос (20 ноября 1858, Полтава — 14 октября 1933, Загреб, Югославия) — русский военачальник, генерал от инфантерии.

## Биография
Окончил Полтавский кадетский корпус (1875) и 1-е Павловское училище (1877), выпущен подпоручиком в лейб-гвардии Волынский полк.
Участвовал в русско-турецкой войне 1877—1878 годов. За участие в боях у Горного Дубника и под Плевной награждён орденами Святого Станислава 3-й степени и Св. Анны 4-й степени с мечами и бантом.
В 1883 году окончил Николаевскую академию Генерального штаба, после чего был причислен к Генеральному штабу. Затем состоял при Кавказском военном округе. 22 ноября 1883 переведён в Генеральный штаб, где стал старшим адъютантом штаба 39-й пехотной дивизии.
С 9 июня 1884 года — старший адъютант штаба 2-й Кавказской казачьей дивизии.
- 1884—1885 — Старший адъютант штаба Кавказской гренадерской дивизии.
- 1890—1894 — Старший адъютант штаба Одесского военного округа.
- 9 сентября 1897 — Начальник штаба 14-й кавалерийской дивизии.
- 20 июня 1898 — Начальник штаба 13-й пехотной дивизии.

В 1900 году участвовал в Китайском походе, 31 июля был назначен начальником штаба десантного корпуса.
- 9 декабря 1900 — 2 июля 1901 — Находился в распоряжении командующего войсками Одесского военного округа, занимая должности помощника начальника штаба и генерал-квартирмейстера.
- 1902 — Генерал-майор.

17 октября 1904 по собственному желанию направлен в распоряжение командующего 2-й Маньчжурской армией, участвовал в русско-японской войне.
- - За участие в боях под Мукденом награждён орденом Святого Станислава 1-й степени и Золотым оружием.
- 16 февраля 1905 — Начальник штаба VIII армейского корпуса.
- 6 августа 1905 — Начальник 15-й пехотной дивизии.
- 31 мая 1907 — Генерал-лейтенант.
- 29 декабря 1907 — Помощник командующего войсками Приамурского военного округа, Приамурского генерал-губернатора и наказного атамана Амурского и Уссурийского казачьих войск.
- 28 декабря 1911 — Командир XV армейского корпуса.
- 3 мая 1913 — Генерал от инфантерии.
- Август 1914 — Выступил на фронт в составе 2-й армии генерала А. В. Самсонова.
  - 10-11 августа — Под Орлау[пол.]-Франкенау[нем.] разбил и отбросил[1] усиленную 37-ю германскую дивизию (it:Battaglia di Orlau-Frankenau), что (вместе с известием о поражении под Гумбиненом) вынудило главное немецкое командование снять два армейских корпуса и одну кавалерийскую дивизию с западного фронта и послать их на восточный. В результате этого немцы проиграли решающее для всей войны сражение на реке Марне.
  - 15 августа — Отправлен в Найденбург для организации обороны, однако ночью был захвачен в плен немецкой кавалерией, вышедшей в тыл русских войск.
- 31 октября 1914 — Исключен из списков как пропавший без вести.
- 1914—1917 — Содержался в лагерях для военнопленных в Бад-Кальерна и Бланкенбурге (под Берлином).
- Февраль 1917 — Заключен в крепость Кюстрин.
- 1918 — Отправлен в Россию, помещен в госпиталь в Мценске.
- Август 1918 — Переведен в госпиталь в Москву, получил разрешение выехать в Киев.
- При гетмане П. П. Скоропадском арестован и заключен в Лукьяновскую тюрьму по подозрению в сотрудничестве с большевиками, но вскоре освобожден и выехал в Севастополь.
- 1919 — Зачислен в распоряжение штаба Крымско-Азовской добровольческой армии, временно исполнял должность начальника санитарного управления.
- 19 сентября 1919 — Начальник Государственной стражи при главнокомандующем ВСЮР.
- Март 1920 — После поражения белых армий эвакуировался из Новороссийска в Салоники, затем — в Югославию, где служил чиновником военного ведомства в Загребе и состоял в местном отделе РОВС.

Скончался в Загребе 14 октября 1933 года. Похоронен с воинскими почестями на местном православном кладбище.

## Награды
- Орден Святой Анны 4-й степени (1878)
- Орден Святого Станислава 3-й степени с мечами и бантом (1878)
- Орден Святой Анны 3-й степени (1890)
- Орден Святого Станислава 2-й степени (1893)
- Орден Святой Анны 2-й степени (1896)
- Орден Святого Владимира 4-й степени с бантом (1902)
- Орден Святого Владимира 3-й степени (1904)
- Орден Святого Станислава 1-й степени с мечами (1905)
- Золотое оружие (ВП 16.02.1907)
- Орден Святой Анны 1-й степени (06.12.1910)

Иностранные:
- румынский Крест «За переход через Дунай».

## Семья
Жена и двое сыновей погибли во время Первой мировой и Гражданской войн.

## Солженицын о Мартосе
Генерал от инфантерии Николай Николаевич Мартос был, как говорится, “человек не пролей капельки”. Ему невыносимо было российское растяпство, “обождём”, “утро вечера мудреней”, переспим, а там что Бог даст. Всякий знак тревоги, всякое невыясненное пятнышко тут же позывали его к живому исследованию, решению, ответу. У него был истинный дар полководца: быстро, точно и трезво разобраться в любой обстановке и среди самых разноречивых данных, и чем хуже бывало положение — тем острей его проницание и тем бурней энергия. Ни с чем невыясненным мельчайшим он заснуть не мог, его жгло, оттого и спать ему мало доставалось, а больше он курил и курил. Ему доставалось мало спать — но и штабу корпуса тоже, ибо этой самой пролитой капельки он никому не прощал, он не понимал, как можно её пролить, он требовал её всю тут же с земли соскрести назад. Он заболевал от каждого невыполненного приказания, от каждого недояснённого, неотвеченного вопроса. Он не уставал добиваться от каждого подчинённого каждой мелочи, чтоб она была ему выложена как начищенная серебряная монетка, — но к такому режиму были непривычны русские офицеры и кляли Мартоса, и это же показалось невыносимо Крымову, отчего и бранил он Мартоса, что тот “задёргал штаб”. По развалке Крымова не могло быть досаднее генерала, чем Мартос.
Хотя и всю жизнь в армии (с девятнадцати лет — на турецкой войне), Мартос так не походил на русских представительных медлительных генералов, что казался ловко переодетым шпаком — худой, подвижный, как будто не было ему сейчас 56 лет, острый, да ещё хаживая с тросточкой-указкой и в распахнутой шинели под эполетами.
Своим 15-м корпусом он командовал уже четвёртый год кряду, всех знал, а корпус гордился своим командиром, и на многих зимних и летних учениях, манёврах, полигонах успел понять своё превосходство над другими корпусами. Воспитанный Мартосом корпус стал достоин своего командира (А. И. Солженицын. Август Четырнадцатого).